# Station Codsall
Codsall is een spoorwegstation van National Rail in Codsall, South Staffordshire in Engeland. Het station is eigendom van Network Rail en wordt beheerd door West Midland Trains. 